# Микола Засім
Микола Артемович Засім (біл. Мікала́й Арцё́мавіч За́сім; *6 (19) листопада 1908, село Шані, тепер Пружанський район — †19 липня 1957) — білоруський поет, критик.

## Біографія
Народився у селі Шані Пружанського повіту Гроденської губернії Російської імперії у селянській сім'ї. У 1915 році сім'я евакуювалася у село Соснівку Саратовської губернії. Тут Микола закінчив початкову школу. В 1922 році сім'я повертається у рідне село.
Працював у поміщиків, на Пружанкінському тартаку, лісником під Лисковом. У 1924 році вступив у підпільну комсомольську організацію, потім у компартію Західної Білорусі. Був головою Шанівського гуртку селянсько-робочої громади, бібліотекарем Товариства білоруської школи (1925–1939). За участь у революційному русі польська влада неодноразово арештовувала Миколу Засіма, саджали у в'язницю
Молодь з Товариства білоруської школи, куди входив і Микола, ставила у Шанях і навколишніх селах спектаклі, на які, за підтримки повітового коменданту поліції, приходили робітники з Пружанів. Вони ж допомагали влаштовувати виїзні спектаклі у Пружанах, які притягували патріотично налаштовану молодь. 20 квітня 1933 року пружанський повітовий староста навідріз заборонив проводити не лише зібрання товариства, але і сімейні вечори без дозволу поліції. Всього з 1930 по 1932 рік було поставлено 10 спектаклів.
Після приєднання Західної Білорусі до БРСР Микола Артемович був обраний старшиною Шанівської сільради. Під час радянсько-німецької війни був партизаном у загоні імені Чкалова бригади «Радянська Білорусь», був інструктором Брестського антифашистського комітету. Друкувався у підпільних газетах «Зоря», «За Батьківщину». У 1943 році був призначений інструктором Брестського обласного антифашистського комітету.
Після війни працював завідувачем відділу у Пружанському райвиконкомі (1944–1946), у берестейській обласній газеті «Зоря» (1948–1951), районній газеті «Зоря над Бугом», а в 1950-тих науковим працівником обласного краєзнавчого музею. Керував обласним літоб'єднанням (1948–1957).
Член Спілки письменників БРСР з 1945 року, член КПРС з 1946 року. У 1948 році закінчив Республіканську партійну школу при ЦК КП(б)Б.
Нагороджений орденом Червоної Зірки, трьома медалями.
Похований на Трищинському кладовищі в Бересті.

## Творчість
Літературний дебют Миколи Засіма відбувся в 1926 році на сторінках вільнюського сатиричного часопису «Маланка» віршами «Ні корівки, ні мандата», у якому висміювався пан-хитрун, який хотів підкупити виборців, щоб потрапити у польський сейм. Друкувався також у часописах «Літературна сторінка», «Асва», газетах «Наша воля», «Наша праця».
Перші вірші він підписував псевдонімами «Хлопець», «Вогонь», «Асот», «М. Асот», «Міз». У 1933 році у «Рідному краї» поет вже підписувався своїм прізвищем під творами побутової сатири.
Автор збірок поезії «Від щирого серця» (1947), «Вірші» (1954), «Вибране» (1960), «Вірші» (1973), «А за нами Біловежа» (вірші і поема, 1984).
У своїх віршах він викривав соціальні конфлікти у західнобілоруському селі, показував важке життя селянства, викривав політику польської влади. У віршах воєнного та повоєнного періодів писав про велич та подвиг партизанської війни у ворожому тилі, радість мирної праці, ріст культури і громадянської самосвідомості народних мас у західних областях республіки.
На російську мову його твори перекладав Олександр Твардовський.

## Нагороди
Нагороджений орденом Червоної Зірки та численними медалями.

## Вшанування пам'яті
У селі Шанях працює музей Миколи Засіма. 19 листопада 2008 року до 100-річчя Миколи Засіма на будинку Пружанської районної бібліотеки встановили меморіальну дошку.